# Charles de Ludre
Charles-Louis-Marie-Yves de Ludre, né à Port-sur-Seille le 1er novembre 1796 et mort à Art-sur-Meurthe le 28 juin 1884, est un militaire et homme politique français.

## Biographie
Neveu du comte Charles Louis de Ludre de Frolois, il entra dans l'armée, sous la Restauration, en qualité d'officier de cavalerie. Mais il donna bientôt sa démission et s'occupa d'agriculture. Les événements de 1830 le jetèrent dans la politique. Élu, le 5 juillet 1831, député de la Meurthe, par 139 voix (240 votants, 261 inscrits), contre 99 au baron Louis, il siégea à l'extrême gauche et fit une opposition constante au gouvernement de Louis-Philippe. À la séance du 12 mars 1832, il déposa une proposition demandant la formation d'une commission chargée d'aviser aux moyens d'empêcher le président de la Chambre de substituer sa volonté au règlement. Le président, qui était alors Girod de l'Ain, refusa de faire inscrire la proposition au procès-verbal. 
Compromis en 1834, le 16 avril, dans la tentative d'insurrection des maréchaux des logis de cuirassiers, Thomas, Bernard et Tricotel, à Lunéville, il fut condamné par défaut à la déportation par la Chambre des pairs (1836). Il avait pu se réfugier en Suisse où il resta jusqu'à l'amnistie. De retour en France, il s'occupa principalement d'œuvres charitables et de la propagation de la société de Saint-Vincent-de-Paul. 
Nommé, en 1848, commissaire du gouvernement provisoire dans la Meurthe, il fut élu, le 22 avril, représentant de la Meurthe à l'Assemblée constituante, le 3e sur 11, par 93 268 voix  (100 120 inscrits). Il fit partie du comité de la guerre et vota tantôt avec la droite tantôt avec la gauche, pour les poursuites contre Louis Blanc et Caussidière, contre l'abolition de la peine de mort, pour l'impôt progressif, contre l'incompatibilité des fonctions, contre l'amendement Grévy, contre la sanction de la Constitution par le peuple, pour l'ensemble de la Constitution, contre la proposition Râteau, contre l'interdiction des clubs, contre l'expédition de Rome. 
Non réélu à la Législative, il représenta, en 1849, la France à Berlin, et se retira ensuite de la politique.
Il est le grand-père de René de Ludre-Frolois.

## Sources
- « Charles de Ludre », dans Adolphe Robert et Gaston Cougny, Dictionnaire des parlementaires français, Edgar Bourloton, 1889-1891 [détail de l’édition]